# Тимлауер-Ког
Тимлауер-Ког (њем. Tümlauer-Koog) општина је у њемачкој савезној држави Шлезвиг-Холштајн. Једно је од 132 општинска средишта округа Нордфризланд. Према процјени из 2010. у општини је живјело 100 становника. Посједује регионалну шифру (AGS) 1054140.

## Географски и демографски подаци
Тимлауер-Ког се налази у савезној држави Шлезвиг-Холштајн у округу Нордфризланд. Општина се налази на надморској висини од 0 метара. Површина општине износи 6,2 km². У самом мјесту је, према процјени из 2010. године, живјело 100 становника. Просјечна густина становништва износи 16 становника/km².